# Flores de Ávila (kommunhuvudort)
Flores de Ávila är en kommunhuvudort i Spanien.   Den ligger i provinsen Provincia de Ávila och regionen Kastilien och Leon, i den centrala delen av landet, 130 km väster om huvudstaden Madrid. Flores de Ávila ligger 902 meter över havet och antalet invånare är 398.
Terrängen runt Flores de Ávila är platt, och sluttar norrut. Runt Flores de Ávila är det mycket glesbefolkat, med 6 invånare per kvadratkilometer. Närmaste större samhälle är Peñaranda de Bracamonte, 10,8 km väster om Flores de Ávila. Trakten runt Flores de Ávila består till största delen av jordbruksmark.